# 突克
突克（1925年—），男，蒙古族，内蒙古赤峰人，中华人民共和国政治人物，曾任内蒙古自治区政协副主席。